# 루즈니키 스타디움
루즈니키 스타디움(러시아어: Большая спортивная арена Олимпийского комплекса Лужники)은 러시아 모스크바에 위치한 축구 전용 경기장이다. 이 경기장은 현재 러시아에서 가장 큰 경기장이다. 이 경기장은 루즈니키 올림픽 콤플렉스의 부속 경기장 중 하나이며, 이전의 이름은 레닌 중앙 경기장(러시아어: Центральный стадион имени В. И. Ленина)이다. 1956년 개장했으며, 1980년 하계 올림픽의 주경기장으로도 활용되었으며, 현재는 주로 축구 경기장으로 쓰이며, 2018년 FIFA 월드컵 경기장으로도 활용되었다. 현재의 총 수용인원은 81,000명으로 모두 천장 덮개가 있다.

## 경기장 역사
루즈니키 스타디움은 1956년 레닌 중앙 경기장으로 당시 세계 최대 규모로 개장하였다. 1957년 아이스하키 세계 선수권 대회 결승전 때에는 55,000명의 관중이 몰려 세계 기록을 세우기도 하였다. 레닌 중앙 경기장은 1980년 하계 올림픽의 주경기장이었는데, 그 당시 관중이 103,000명을 기록하였다. 이 경기장에서 개막식과 폐막식을 비롯하여 육상, 축구 결승전, 승마 경기가 치러졌다. 운동 경기 외에도 각종 콘서트와 문화 행사 개최지로도 활용되었다.
한편 1982년 10월 20일에 스파르타크 모스크바와 HFC 하를럼과의 UEFA 컵 경기 도중에 사고가 발생하였는데, 많은 사람들이 압사하였다. 공식적인 사망 숫자는 66명이지만 대다수의 사람들은 이 숫자보다 더욱 많을 것이라고 믿었다.
루즈니키 스타디움은 2008 UEFA 챔피언스리그 결승전이 개최되었던 경기장이다. 그러나 당시에 다가오는 챔피언스리그 결승을 개최할 자격 여부에 대한 경기장의 재조사 (2007년 6월 6일에 UEFA 회장 미셸 플라티니가 발표함) 때문에 경기장은 그 대신에 개찰구와 매표 방법이 강화되었다. 티켓이 없는 AC 밀란과 리버풀 FC의 팬들에게 티켓 검사를 통과시켜준 허술한 보안을 보여준 2007년 챔피언스리그 결승전이 열린 아테네 올림픽 경기장에서의 일련의 사건을 더욱더 알리게 되었다.
과거 FC 토르페도 모스크바, FC 스파르타크 모스크바, PFC CSKA 모스크바의 홈 경기장으로 사용되었으나 현재는 러시아 축구 국가대표팀 홈경기장으로만 사용되고 있다. 또한 2002년에 FIFA가 승인한 인조잔디로 잔디를 설치한 유럽의 얼마 안되는 인조잔디 경기장 중의 하나이다. 일반 천연잔디는 러시아의 혹독한 겨울 날씨를 견디지 못하고 말라 죽어 다음 시즌에 많은 잔디 교체 비용이 들어가기 때문에 인조 잔디를 사용한다. 그러나 UEFA 챔피언스리그 2007-08 결승전을 위해 천연잔디를 임시로 깔았다.
2008년 UEFA 챔피언스리그 결승전은 2008년 5월 21일이었으며 맨체스터 유나이티드와 첼시 FC가 겨루었다.
2018년 FIFA 월드컵 경기장으로도 활용될 예정이며, 개막전과 결승전 경기장이기도 하다. 또한 대회 개최를 위해 축구 전용 경기장으로 개조하였다.

## 갤러리

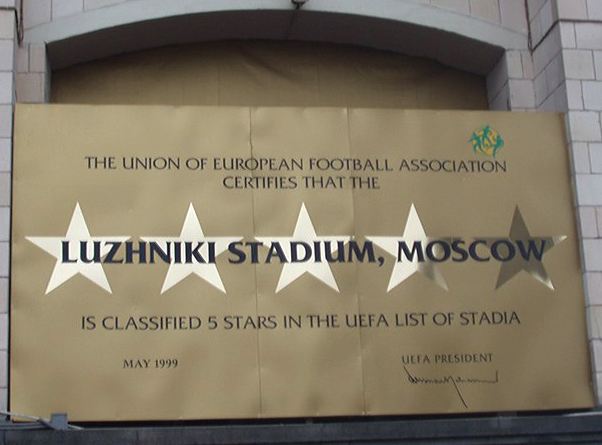
UEFA로부터 5성급 경기장으로 선정된 루즈니키 스타디움
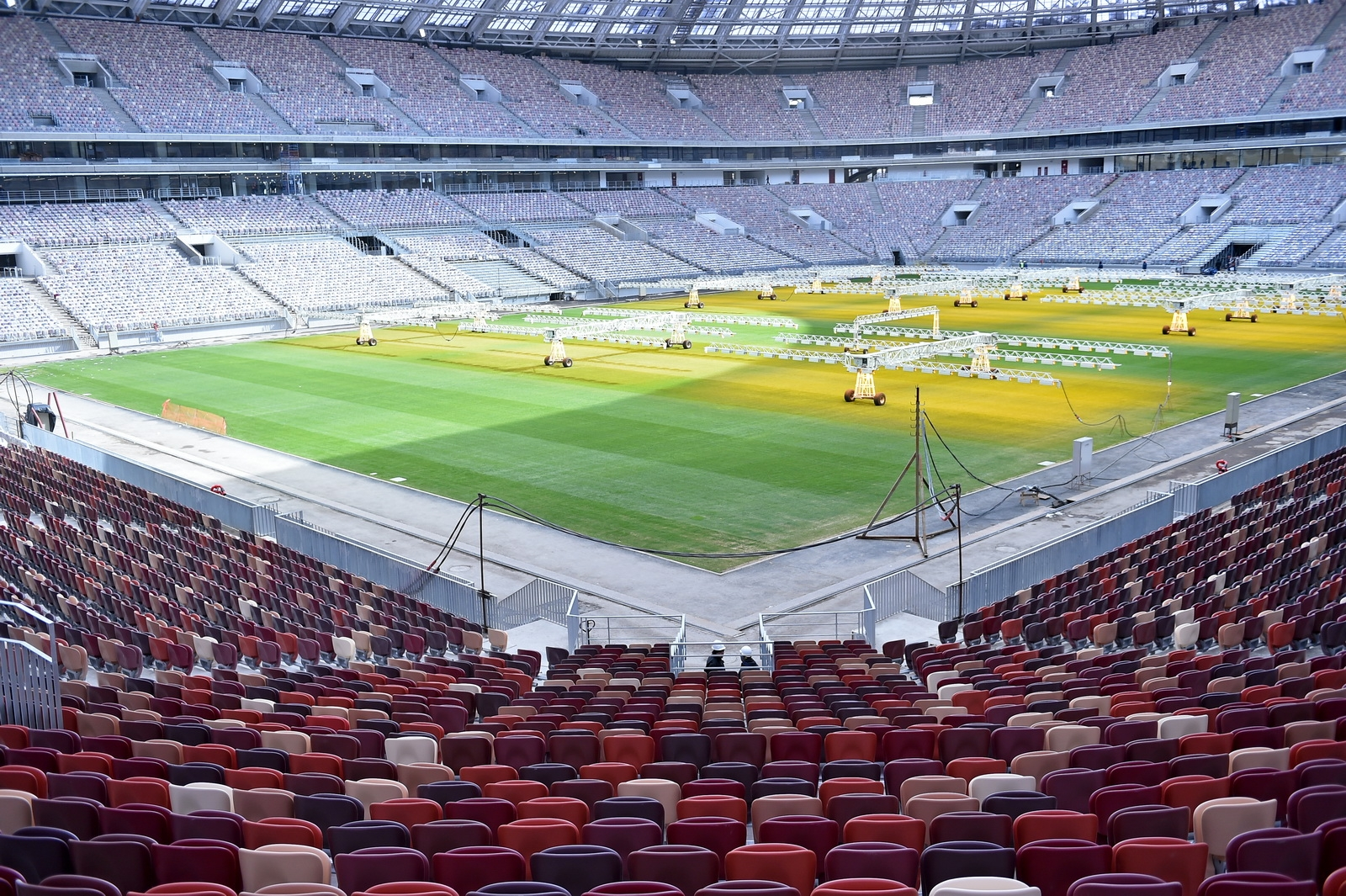
개조된 경기장
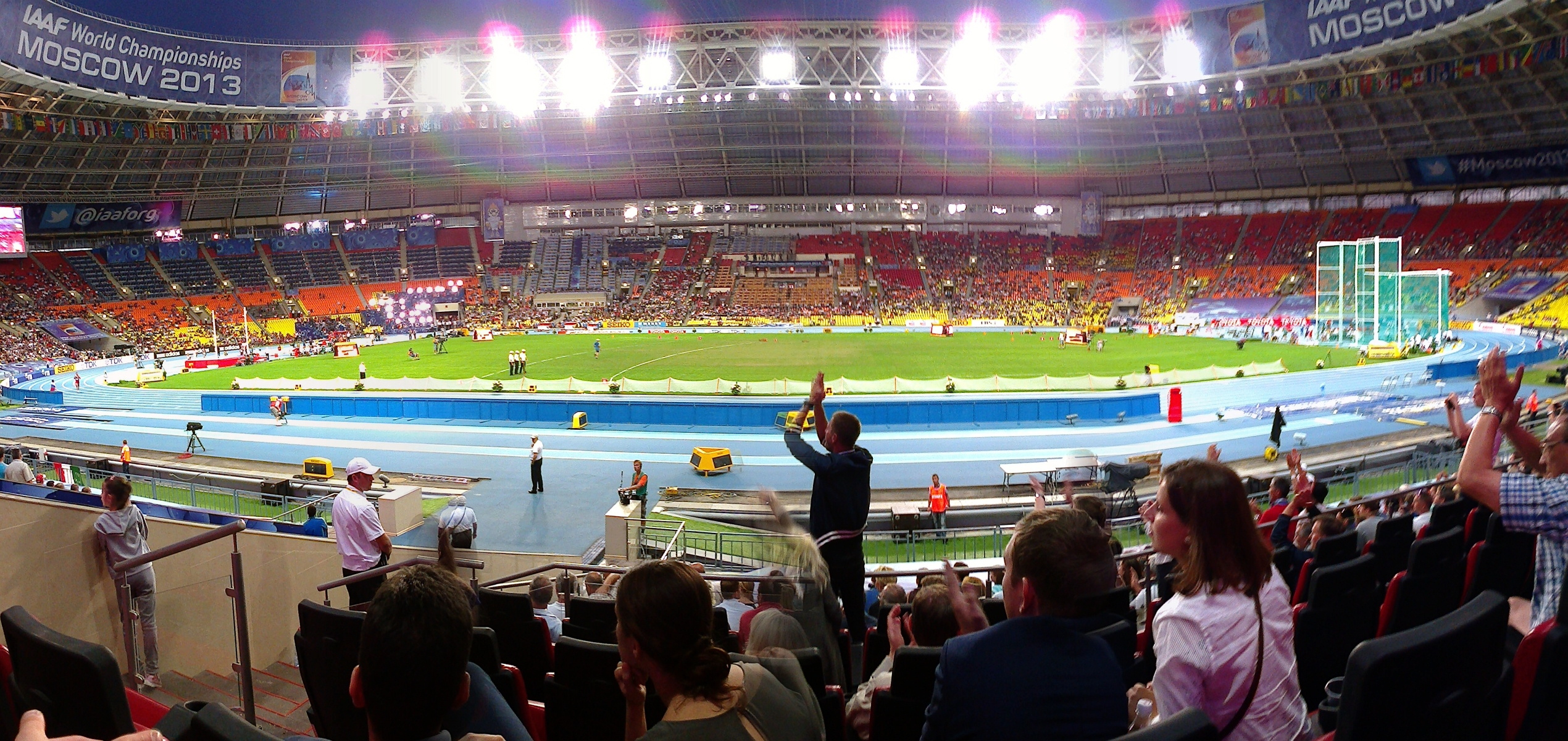
2013 IAAF 세계 선수권 대회 기간 동안의 루즈니키 스타디움
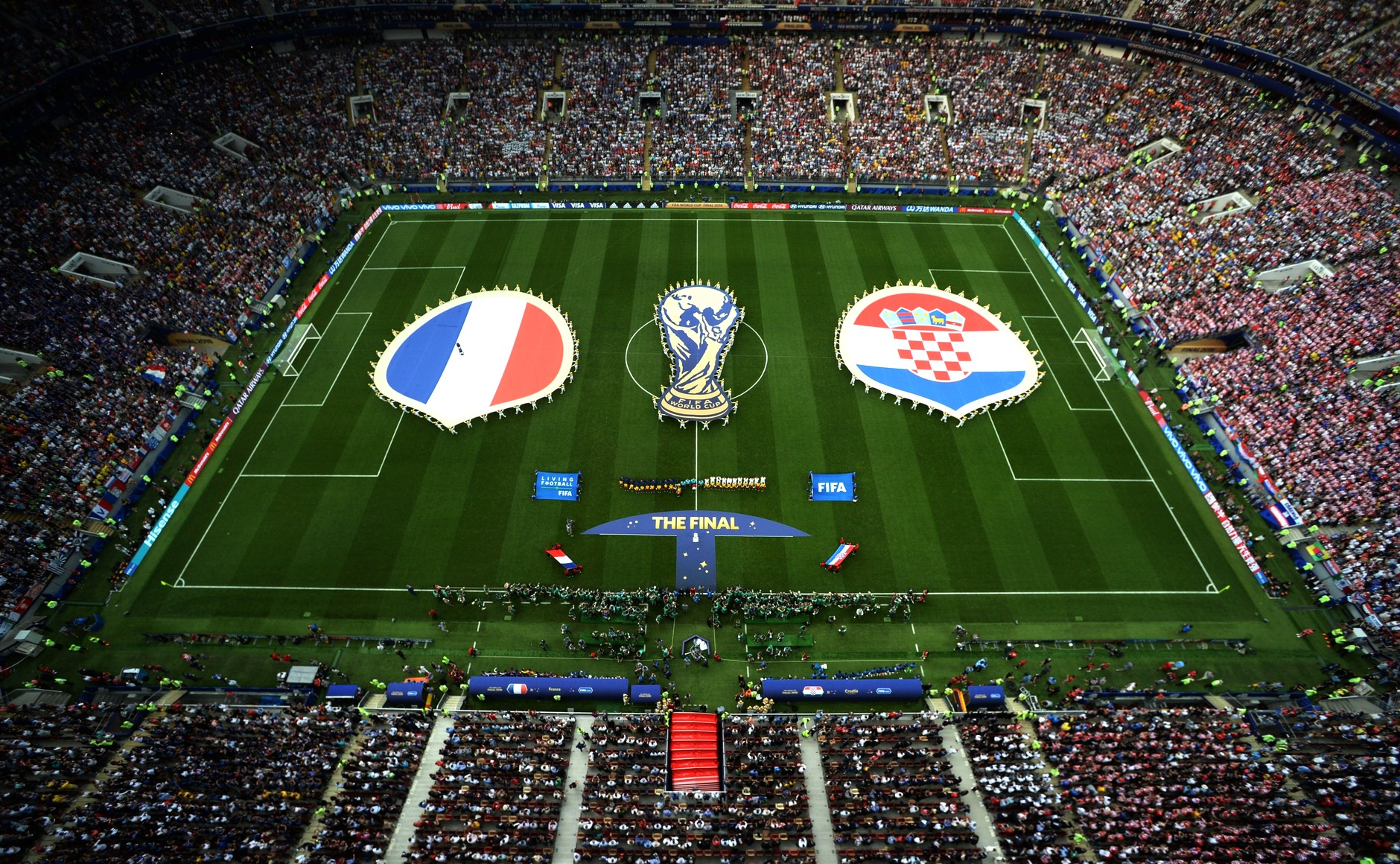
2018 FIFA 월드컵 결승전
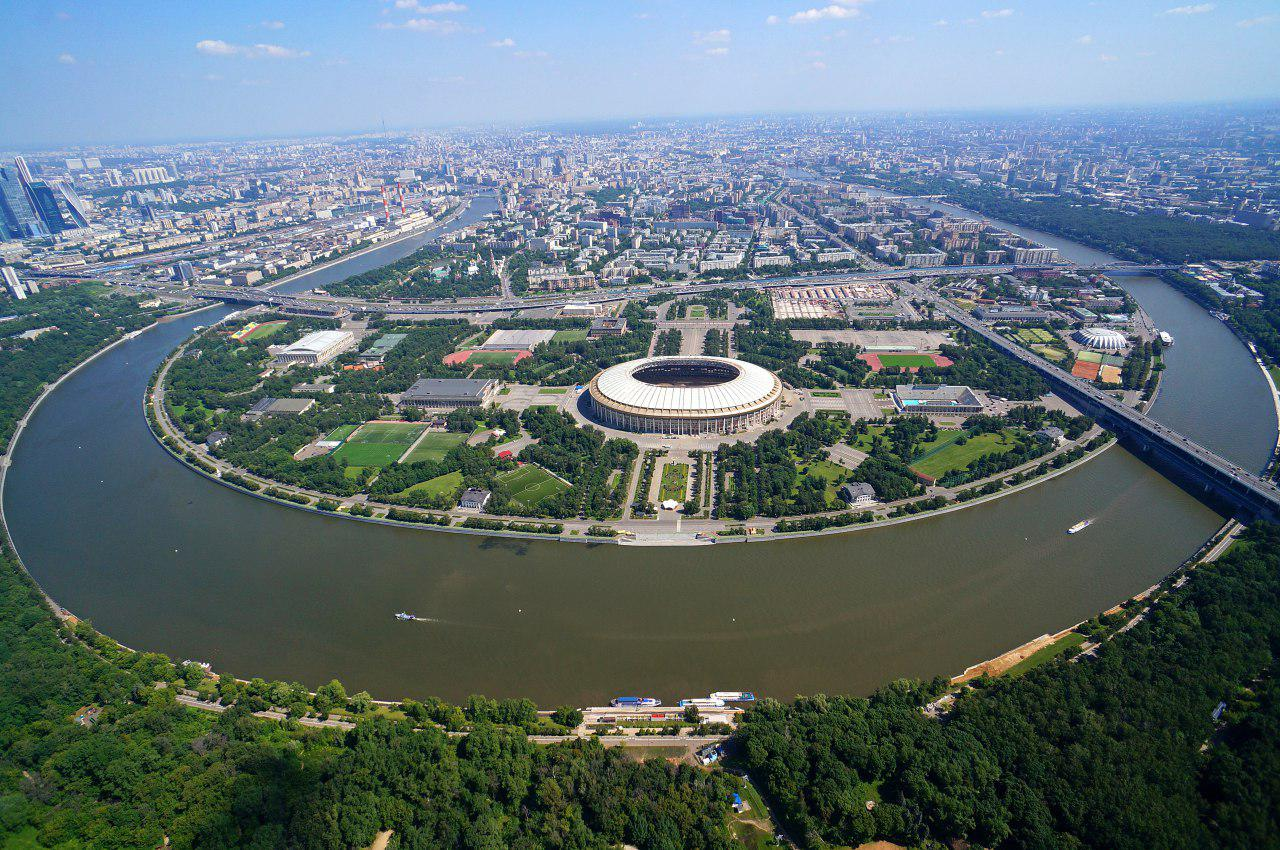
루즈니키 올림픽 콤플렉스 전경

## 기록

### 1974년 FIFA 월드컵 예선 대륙간 플레이오프
| 날짜            | 팀 1 | 스코어 | 팀 2 | 라운드           |
| --------------- | ---- | ------ | ---- | ---------------- |
| 1973년 9월 26일 | 소련 | 0 - 0  | 칠레 | UEFA vs CONMEBOL |

### 2002년 FIFA 월드컵 유럽 지역 예선
| 날짜            | 팀 1   | 스코어 | 팀 2         | 라운드 |
| --------------- | ------ | ------ | ------------ | ------ |
| 2001년 3월 24일 | 러시아 | 1 - 1  | 슬로베니아   | 1조    |
| 2001년 3월 28일 | 러시아 | 1 - 0  | 페로 제도    | 1조    |
| 2001년 6월 2일  | 러시아 | 1 - 1  | 유고슬라비아 | 1조    |

### 2018년 FIFA 월드컵
| 날짜            | 시간 (UTC+3) | 팀 #1      | 결과             | 팀 #2          | 대회        | 관중   |
| --------------- | ------------ | ---------- | ---------------- | -------------- | ----------- | ------ |
| 2018년 6월 14일 | 18:00        | 러시아     | 5 - 0            | 사우디아라비아 | A조(개막전) | 78,011 |
| 2018년 6월 17일 | 18:00        | 독일       | 0 - 1            | 멕시코         | F조         | 78,011 |
| 2018년 6월 20일 | 15:00        | 포르투갈   | 1 - 0            | 모로코         | B조         | 78,011 |
| 2018년 6월 26일 | 17:00        | 덴마크     | 0 - 0            | 프랑스         | C조         | 78,011 |
| 2018년 7월 1일  | 17:00        | 스페인     | 1 - 1 (3 - 4 PK) | 러시아         | 16강전      | 78,011 |
| 2018년 7월 11일 | 21:00        | 크로아티아 | 2 - 1            | 잉글랜드       | 준결승전    | 78,011 |
| 2018년 7월 15일 | 18:00        | 프랑스     | 4 - 2            | 크로아티아     | 결승전      | 78,011 |